# Shinji Orito
Shinji Orito (japanisch 折戸 伸治 Orito Shinji; * 30. Juli 1973 in der Präfektur Hyōgo, Japan) ist ein japanischer Komponist und Arrangeur, der für bekannte Ren’ai-Adventures die Musik produzierte. Einst ein Mitarbeiter von Leaf und Tactics, arbeitet er derzeit für den Spieleentwickler Key.

## Leben
Nach dem Abschluss der Hochschule begann Shinji Orito als Bankangestellter zu arbeiten. Aufgrund einer wirtschaftlichen Rezession, in deren Folge eine Restrukturierung der Bank stattfand, verließ er seinen bisherigen Arbeitgeber. Bei dem Computerspiele-Entwickler TGL fand er einen neuen Beruf als Komponist, wurde aber von seinem ehemaligen Schulfreund Naoya Shimokawa eingeladen, für den Spieleentwickler Leaf zu arbeiten. Orito akzeptierte dieses Angebot des späteren Vorsitzenden von Aquaplus. So begann er im Jahr 1995 mit der Produktion der Musik der Spieletitel DR² Night Janki, Filsnown: Hikari to Koku und Shizuku, den Vorgängern des Erogēs To Heart. Noch während der Produktion von Hatsune no Naisho!! verließ er Leaf und übernahm einen Teilzeitjob, um für den Entwickler Tactics Teile der Musik von Dōsei zu produzieren. Er wurde von Tactics übernommen und wirkte an der Entstehung der Musik der Spiele Moon. und One – Kagayaku Kisetsu e mit.
Im Vorfeld hatte er bereits Erfahrungen bei der Produktion von Musik für Dōjin Games als Hobby gesammelt. Dazu besuchte er häufig den BSS mit dem Namen Unison-BSS. Nach dieser Mailbox benannte er den Dōjin Circle Unison Label. Viele Mitglieder dieser Gruppierung konzentrierten sich auf die Musik, die stilistisch der von Bishōjo-Spielen ähnelte. Innerhalb dieser Gruppe war er von 1994 bis 2000 aktiv, obwohl er bereits eine professionelle Karriere eingeschlagen hatte. So wurde er auch zu einem Mitglied der professionellen Komponisten-Vereinigung Unison Sound Team, bei der er unter dem Pseudonym Gamma (がんま) und Gunman (がんまん) wirkte.
1999 verließ er Tactics zusammen mit einem Teil der Mitarbeiter, die an Moon. und One gewirkt hatten, um unter dem Publisher Visual Art’s das Studio Key zu gründen. Zu den Gründern gehörten unter anderen Jun Maeda, Itaru Hinoue, Naoki Hisaya und OdiakeS. Er wirkte an allen Veröffentlichungen von Key (Kanon, Air, Clannad,…) mit und veröffentlichte zusammen mit Jun Maeda, OdiakeS und anderen Künstlern mehrere Alben unter dem Independent-Label Key Sounds Label. Sein erstes Album für dieses Label war Humanity…, das er für die temporär gegründete Band Work-S produzierte. Bei dem Remix-Album OTSU Club Music Compilation Vol.1 übernahm er die Leitung und wurde selbst Mitglied von OTSU (Organized Trance Sequential Unit), einem Musik-Label und Zusammenschluss von Musikern unter Visual Art’s. Während seiner Zeit bei Key wirkte er auch bei den Werken anderer Entwickler unter Visual Art’s mit. So war er auch an der Entstehung der Spiele Sense Off von otherwise, Shoya Kenjō von Giant Panda und Realize von Playm beteiligt. Im Jahr 2001 komponierte er die Musik der Anime-Fernsehserie Onegai Teacher. Für Mami Kawadas Erstalbum Seed komponierte er den Titel Precious im Jahr 2006.
Seit Dezember 2007 moderiert er zusammen mit Itaru Hinoue und Chiro (einer Mitarbeiterin bei Pekoe) die Internetradiosendung Key Radio. Dies ist eine Show, bei der die Zuhörer selber Einfluss auf die Inhalte nehmen können und so etwa auch Fragen an das Trio formulieren können. Im Jahr 2008 begannen die Arbeiten an Keys siebenten Spiel Rewrite, bei dem er erneut die Spielmusik gestalten soll.

## Werke
Die nachfolgend aufgelisteten Werke entstanden durch oder unter Beteiligung von Shinji Orito.

### Spiele
- DR² Night Janki (1995)
- Filsnown: Hikari to Koku (1995)
- Shizuku (1996)
- Dōsei (1997)
- Moon. (1997)
- One – Kagayaku Kisetsu e (1998)
- Kanon (1999)
- Air (2000)
- Sense Off (2000)[7]
- Shoya Kenjō (2001)[8]
- Realize (2004)[9]
- Clannad (2004)
- Planetarian – Chiisana Hoshi no Yume (2004)
- Tomoyo After – It’s a Wonderful Life (2005)
- Little Busters! (2006)
- Rewrite (2011)

### Anime
- Air (Fernsehserie, 2004)
- Air (Film, 2005)
- Air in Summer (Special, 2005)
- Kanon (Fernsehserie, 2006)
- Clannad (Fernsehserie, 2007)
- Clannad (Film, 2007)
- Clannad After Story (Fernsehserie, 2008)
- Onegai Teacher (Fernsehserie, 2001)
- Onegai Teacher (OVA, 2002)

### Musikproduktionen
- Humanity… (Album, Key Sounds Label, 2001)
- Onegai Teacher: Shooting Star / Kara no Moride (おねがい☆ティーチャー - Shooting Star / 空の森で, Single, Lantis, 2002)
- Onegai Teacher Vocal Album: Stokesia (「おねがい☆ティーチャー」ヴォーカルアルバム ~Stokesia~, Album, Lantis, 2002)
- Onegai Teacher Complete Soundtrack: Seratula (「おねがい☆ティーチャー」コンプリートサウンドトラック ~Seratula~, Album, I’ve Sound, 2003)
- OTSU Club Music Compilation Vol.1 (Album, Key Sounds Label, 2006)
- OTSU Club Music Compilation Vol.2 (Album, Key Sounds Label, 2008)